# Buena Vista (Cajatambo)
Buena Vista es una localidad peruana ubicada en el distrito de Gorgor, perteneciente a la provincia de Cajatambo del departamento de Lima, al centro oeste del Perú. 

## Ubicación
Buena Vista se ubica al sur de la provincia de Cajatambo, en el distrito de Gorgor, en el departamento de Lima.

## Demografía
En 2017 Buena Vista tenía una población de 5 habitantes y 2 viviendas.